# Scrivener Dam
Scrivener Dam är en dammbyggnad i Australien. Den ligger i territoriet Australian Capital Territory, i den sydöstra delen av landet, nära huvudstaden Canberra. Scrivener Dam ligger 554 meter över havet.
Runt Scrivener Dam är det tätbefolkat, med 356 invånare per kvadratkilometer.. Närmaste större samhälle är Canberra, nära Scrivener Dam. 
Runt Scrivener Dam är det i huvudsak tätbebyggt. Genomsnittlig årsnederbörd är 990 millimeter. Den regnigaste månaden är februari, med i genomsnitt 169 mm nederbörd, och den torraste är maj, med 39 mm nederbörd.